# Gianni Dei
Gianni Dei (né à Bologne le 21 décembre 1940 et mort à Rome le 19 octobre 2020) est un acteur et chanteur italien.

## Biographie
Né à Bologne, après avoir terminé ses études secondaires, Gianni Dei a déménagé à Rome pour poursuivre une carrière d'acteur. Il a fait ses débuts au cinéma en 1960, dans un rôle mineur dans La Rue des amours faciles de Mario Camerini. Après plusieurs apparitions mineures, il fait ses débuts dans un rôle principal en 1967, dans la comédie romantique pour adolescents de Massimo Franciosa, Pronto... c'è una certa Giuliana per te. Sa carrière a ensuite été caractérisée par plusieurs autres rôles principaux, mais toujours dans des films de série B et à petit budget, notamment  dans le film d'horreur Le Retour de Patrick. Depuis la fin des années 1980, il est également actif en tant que chanteur.

## Filmographie partielle
- 1965 : La settima tomba de Garibaldi Serra Caracciolo
- 1965 : L'Allumeuse (La donnaccia)
- 1967 : Pronto... c'è una certa Giuliana per te
- 1969 : Madame Bovary
- 1972 : Exorcisme tragique (Un bianco vestito per Marialé)
- 1973 : Les Anges pervers (Il sesso della strega) d'Angelo Pannacciò
- 1979 : Giallo a Venezia
- 1980 : Peccati a Venezia d'Amasi Damiani
- 1980 : Le Retour de Patrick (Patrick vive ancora)
- 1987 : Delitti de Giovanna Lenzi
- 1988 : La tempesta de Giovanna Lenzi